# Portogruaro Calcio ASD
Die Portogruaro Calcio Associazione Sportiva Dilettantistica ist ein italienischer Fußballverein aus Portogruaro, einer Stadt aus der Region Venetien. Die Vereinsfarben sind Dunkelrot und Schwarz. Als Stadion dient dem Verein das Stadio Piergiovanni Mecchia in Portogruaro, es bietet Platz für 4.021 Zuschauer.

## Geschichte
Der Verein entstand im Jahr 1990 aus einer Fusion der beiden Vereine Associazione Calcio Portogruaro und Associazione Calcio Summaga und nahm in der Spielzeit 1990/91 erstmals an einem regulären Ligabetrieb teil. Die Mannschaft stieg in die Promozione Veneto – damals entsprach dies der sechsthöchsten Ligastufe – in einer Division des regionalen Amateurbetriebs ein und konnte sich drei Jahre später für die Eccellenza qualifizieren. Nachdem in den zwei folgenden Spielzeiten der Aufstieg in die Serie D nur knapp verfehlt wurde, folgte zur Saison 1996/97 erstmals die Promotion für die fünfthöchste Spielklasse. Nach einer ungenügenden Saison fiel der Verein jedoch wieder eine Ligastufe zurück, im Folgejahr gelang der direkte Wiederaufstieg in die Serie D. In den ersten beiden Jahren konnte nur mit Mühe der Klassenerhalt errungen werden, in der Saison 2002/03 blieb Portogruaro nach einer Steigerung nur zwei Zähler hinter den Playoff-Rängen zurück. Ein Jahr später stieg der Verein schließlich als Erstplatzierter in die Serie C2 auf und qualifizierte sich somit erstmals in der Vereinsgeschichte für eine Profiliga.
Die ersten zwei Jahre in der vierthöchsten Liga platzierte sich der Club knapp auf einem Nicht-Abstiegsplatz, in der Saison 2005/06 unterlag die Mannschaft in den Relegationsspielen mit 0:1 gegen die AS Biellese und wäre somit sportlich wieder in die Serie D zurückgefallen. Der Verein wurde vom italienischen Verband erneut in die Serie C2 eingestuft und sicherte sich ein Jahr später nach einem Erfolg in den Playout-Partien gegen die AC Montichiari auf sportlichem Weg den Klassenerhalt. Auch in der Saison 2007/08 nahm der Verein abermals an Relegationsspielen teil und qualifizierte sich als Drittplatzierter des Girone B für die Play-offs. Nachdem in den Halbfinals die Hürde SPAL Ferrara dank der Auswärtstorregel besiegt werden konnte, siegte der Club mit 5:3 im Gesamtscore in den Finalspielen gegen Bassano Virtus und schaffte somit die Promotion für die inzwischen in Lega Pro Prima Divisione umbenannte dritthöchste Spielklasse.
Die erste Saison in der Lega Pro Prima Divisione wurde auf dem zwölften Endrang abgeschlossen. In der Saison 2009/10 kämpfte der Verein bis zum letzten Spieltag noch um den ersten Rang, der zum direkten Aufstieg in die Serie B berechtigt, und siegte im Direktduell am 34. Spieltag im Auswärtsspiel bei Hellas Verona mit 1:0. Den Siegtreffer erzielte Riccardo Bocalon in der 90. Minute.
Somit trat der Verein in der Saison 2010/11 erstmals in der Vereinsgeschichte in der zweithöchsten Spielklasse an. Allerdings folgte nach einer Spielzeit der direkte Abstieg in die Lega Pro Prima Divisione. Zwei Jahre später musste Portogruaro Summaga gar den Abstieg in die Viertklassigkeit hinnehmen, nachdem man in der Lega Pro Prima Divisione Girone A der Spielzeit 2012/13 den 13. Tabellenrang belegte und in den Playoutspielen gegen den eigentlich auf dem vorletzten Platz rangierenden Verein Tritium Calcio 1908 unterlag. Aufgrund der angespannten finanziellen Lage gelang es nicht, die Teilnahmegebühr für die vierthöchste Spielklasse aufzutreiben, sodass der Verein zur Saison 2013/14 einen Neubeginn als Portogruaro Calcio ASD in der siebtklassigen Promozione Veneto startete.

## Ehemalige Spieler
- Cristian Altinier
- Vinicio Espinal
- Carlo Furlanis
- Massimo Gotti
- Adrian Madaschi
- Francesco Rossi
- Angelo Siniscalchi

## Ehemalige Trainer
- Eugenio Corini
- Massimo Rastelli